# Kanton Arthez-de-Béarn
Der Kanton Arthez-de-Béarn war von 1790 bis 2015 ein französischer Wahlkreis im Arrondissement Pau im Département Pyrénées-Atlantiques in der Region Aquitanien.

## Geschichte
Der Kanton wurde am 4. März 1790 im Zuge der Einrichtung der Départements als Teil des damaligen „Distrikts Orthez“ gegründet. Mit der Gründung der Arrondissements am 17. Februar 1800 wurde der Kanton als Teil des damaligen Arrondissements Orthez neu zugeschnitten. Am 10. September 1926 wurde das Arrondissement Orthez aufgelöst und der Kanton dem Arrondissement Pau zugeschlagen.
Siehe auch Geschichte Département Pyrénées-Atlantiques und Geschichte Arrondissement Pau.

## Geografie
Der Kanton grenzte im Norden an die Kantone Amou im Arrondissement Dax sowie Hagetmau im Arrondissement Mont-de-Marsan, beide im Département Landes, im Osten an den Kanton Arzacq-Arraziguet, im Südosten an den Kanton Lescar, im Südwesten an den Kanton Monein im Arrondissement Oloron-Sainte-Marie und im Westen an die Kantone Lagor und Orthez.

## Gemeinden
Der Kanton bestand aus 20 Gemeinden und einem Teil der Gemeinde Lacq (angegeben ist hier die Gesamteinwohnerzahl, nur der Ortsteil Audéjos war Teil des Kantons):
| Gemeinde            | Einwohner Jahr | Fläche km² | Bevölkerungsdichte | Code INSEE | Postleitzahl |
| ------------------- | -------------- | ---------- | ------------------ | ---------- | ------------ |
| Argagnon            | 729 (2013)     | 9,33       | 78 Einw./km²       | 64042      | 64300        |
| Arnos               | 85 (2013)      | 5,69       | 15 Einw./km²       | 64048      | 64370        |
| Arthez-de-Béarn     | 1.839 (2013)   | 27,92      | 66 Einw./km²       | 64057      | 64300        |
| Artix               | 3.554 (2013)   | 9,11       | 390 Einw./km²      | 64061      | 64170        |
| Boumourt            | 145 (2013)     | 8,03       | 18 Einw./km²       | 64144      | 64370        |
| Casteide-Cami       | 224 (2013)     | 6,8        | 33 Einw./km²       | 64171      | 64170        |
| Casteide-Candau     | 237 (2013)     | 9,24       | 26 Einw./km²       | 64172      | 64370        |
| Castillon           | 291 (2013)     | 6,71       | 43 Einw./km²       | 64181      | 64370        |
| Cescau              | 545 (2013)     | 7,98       | 68 Einw./km²       | 64184      | 64170        |
| Doazon              | 197 (2013)     | 6,14       | 32 Einw./km²       | 64200      | 64370        |
| Hagetaubin          | 575 (2013)     | 18,84      | 31 Einw./km²       | 64254      | 64370        |
| Labastide-Cézéracq  | 552 (2013)     | 5,01       | 110 Einw./km²      | 64288      | 64170        |
| Labastide-Monréjeau | 588 (2013)     | 8,19       | 72 Einw./km²       | 64290      | 64170        |
| Labeyrie            | 112 (2013)     | 3,69       | 30 Einw./km²       | 64295      | 64300        |
| Lacadée             | 159 (2013)     | 4,81       | 33 Einw./km²       | 64296      | 64300        |
| Lacq                | 725 (2013)     | 17,05      | 43 Einw./km²       | 64300      | 64170        |
| Mesplède            | 332 (2013)     | 11,47      | 29 Einw./km²       | 64382      | 64370        |
| Saint-Médard        | 213 (2013)     | 11,26      | 19 Einw./km²       | 64491      | 64370        |
| Serres-Sainte-Marie | 519 (2013)     | 9,49       | 55 Einw./km²       | 64521      | 64170        |
| Urdès               | 301 (2013)     | 5,89       | 51 Einw./km²       | 64541      | 64370        |
| Viellenave-d’Arthez | 174 (2013)     | 3,92       | 44 Einw./km²       | 64554      | 64170        |